# Marquess (Band)
Marquess ist eine deutsche Popmusik-Band aus Hannover, die vorwiegend spanischsprachige Songs spielt. Der Name Marquess leitet sich aus dem Namen eines Hotels ab, in dem die Musiker nächtigten.

## Bandmitglieder
Marquess wurde 2006 von vier Musikern gegründet, die bis dahin vorwiegend als Musikproduzenten und Autoren tätig waren.

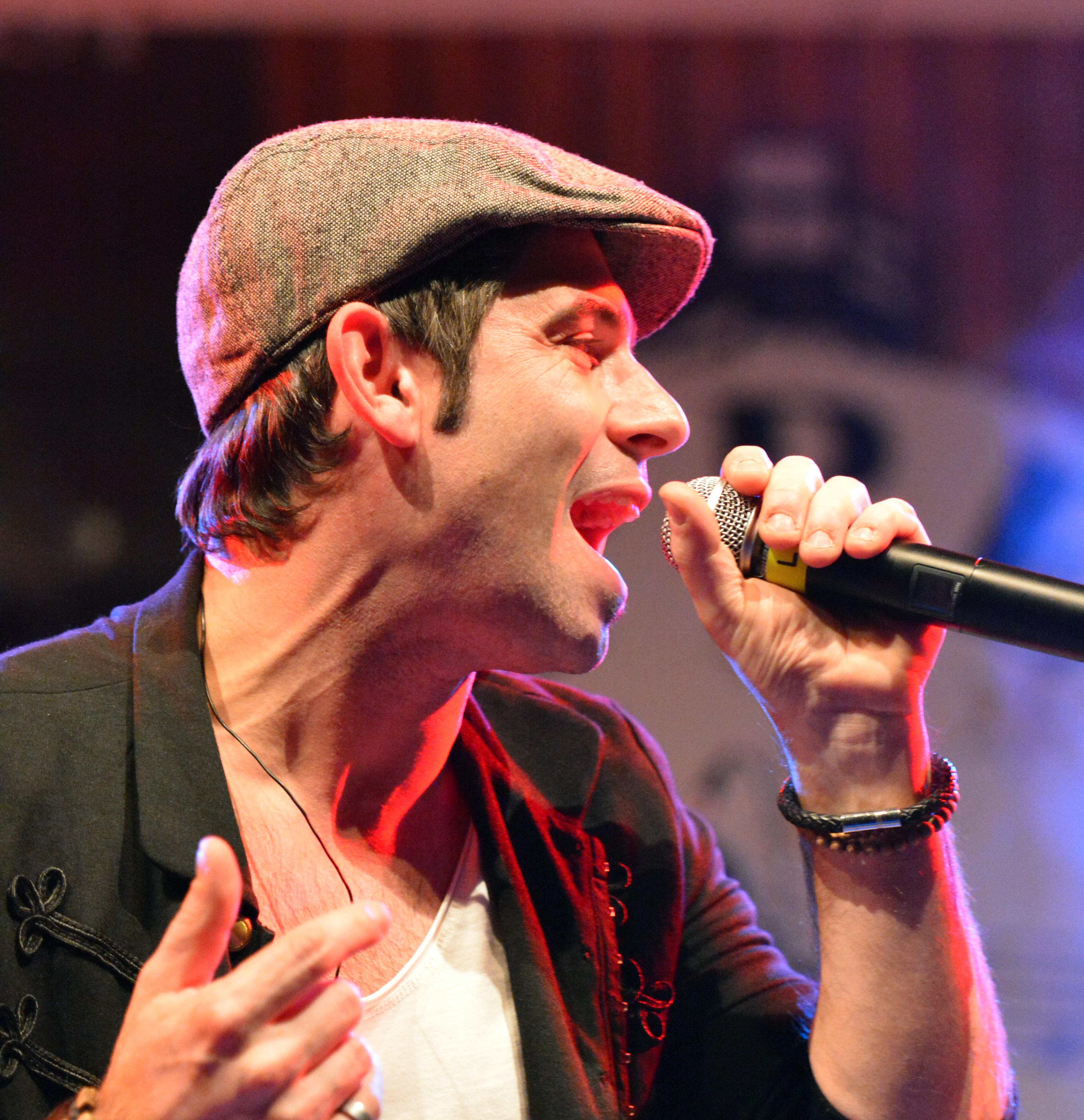
Sascha Pierro

- Der Sänger und Frontmann Sascha Pierro (* 8. April 1972 in Bad Oeynhausen[2]), Deutsch-Italiener, arbeitete in der Vergangenheit als Studiomusiker und Komponist. Als Studiosänger unter anderem mit Musikern wie Patrick Nuo, Jazzkantine und Oli P. Neben der Musik ist er als Fotograf unterwegs. So erstellte er z. B. Coverfotos für das Album Schrei von Tokio Hotel. Als Songschreiber verfasste er unter anderem mit seinen Studiokollegen die Titelmelodie der Telenovela Schmetterlinge im Bauch. Bei der deutschen Vorentscheidung zum Eurovision Song Contest 2003 trat er als Sänger mit dem Titel Wenn Grenzen fallen an. Bis Juni 2006 war er Frontsänger der hannoverschen  TOP-40-Coverband Steam.

- Der Bassist und Keyboarder Marco Heggen (* 30. Dezember 1970) war bereits als Produzent für Künstler wie Marla Glen sowie als Komponist von Werbesongs und Jingles tätig. Er verließ 2011 die Band.[3]

- Der Keyboarder Christian Fleps (* 18. Januar 1972) ist Produzent und Remixer (von Patrick Nuo, Alphaville, Jimmy Somerville, Cultured Pearls, Joana Zimmer) sowie Songwriter für Mariha, die auf dem Debütalbum Marquess auch einen Gastauftritt hat.

- Der Gitarrist Dominik Decker (* 8. November 1968), der auch Jazz spielt und ein gefragter Session-Musiker ist, war für Remix-Arbeiten von Placebo und Depeche Mode zuständig. Sein Bruder, Christian Decker, ist Bassist der Band Fury in the Slaughterhouse.

## Geschichte

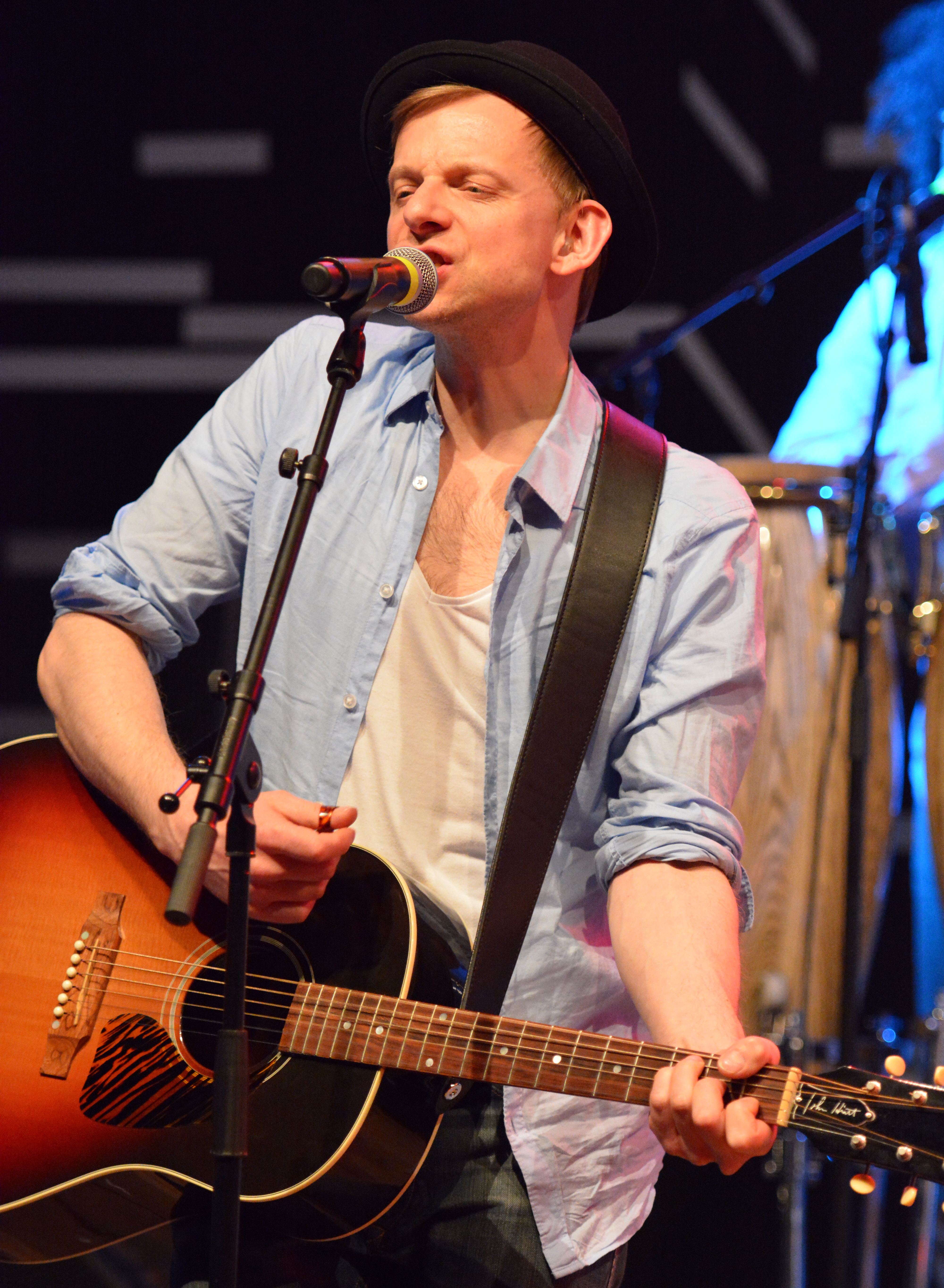
Dominik Decker

Marquess’ Debütsingle El Temperamento gilt als einer der Sommerhits des Jahres 2006, der zuerst in den Ferienorten Mitteleuropas bekannt wurde und dann in die Top 10 der deutschen Singlecharts gelangte. Ursprünglich entstand der Song als Werbesoundtrack für den Flughafen Hannover. Im September 2006 ließ die Band ihr Debütalbum Marquess folgen.
Der Erfolg von Vayamos Compañeros führte zu regem Interesse aus dem europäischen Ausland. Marquess absolvierte im August 2007 einen Live-Auftritt in der belgischen Fernsehshow Tien Om Te Zien und war anschließend auf Promotion-Tour in Belgien unterwegs. Vayamos Compañeros wurde dort Ende August auch als Single veröffentlicht, die Platz 60 der Charts erreichte.
Am 31. Dezember 2007 traten Marquess bei der Silvesterfeier am Brandenburger Tor in Berlin auf.
Am 6. März 2008 traten die Musiker mit La Histeria bei der Deutschen Vorentscheidung zum Eurovision Song Contest 2008 an, kamen aber nicht in die Endrunde der Auswahl.
2011 stieg der Keyboarder Marco Heggen aus der Band aus. Im Juni 2012 kehrte die Band nun als Trio mit ihrem neuen Album ¡bienvenido! zurück, das nun mehr Elektronik enthält. Im Juni 2014 veröffentlichte die Band ihr sechstes Album Favoritas, das mit über 100.000 verkauften Einheiten den Goldstatus erreichte und auf dem die Musiker ihre Lieblingslieder aus Spanien und Lateinamerika interpretieren. Die Favoritas-Sommeredition mit sieben neu produzierten Bonustracks erschien im Juni 2015
Zum 10-jährigen Jubiläum der Band wurde das neue Album Sol y Soul am 3. Juni 2016 veröffentlicht, das 12 Klassiker des Soul enthält.
Bislang konnten sie in elf Ländern Top-10-Hits platzieren, unter anderem waren sie Nummer eins in Tschechien, Polen, Griechenland und der Schweiz. Auch in Schweden eroberten sie die Charts und waren damit die erste deutsche Band nach Rammstein, die es am schwedischen Markt unter die besten 10 geschafft hat.

## Kritik
Die Band wird vor allem wegen einer von der spanischen Standardsprache abweichenden Grammatik und Kongruenz kritisiert, die in den Texten ihrer Songs zum Teil auftritt. Zusätzlich gibt es im Album „Favoritas“, in dem die originalen spanischen Texte bekannter Lieder nachgesungen werden, zahlreiche Fälle einer fehlerhaften bzw. von der Standardsprache abweichenden Aussprache.

## Diskografie
Studioalben

| Jahr | Titel Musiklabel                               | Höchstplatzierung, Gesamtwochen, AuszeichnungChartplatzierungen (Jahr, Titel, Musiklabel, Platzierungen, Wochen, Auszeichnungen, Anmerkungen) | Höchstplatzierung, Gesamtwochen, AuszeichnungChartplatzierungen (Jahr, Titel, Musiklabel, Platzierungen, Wochen, Auszeichnungen, Anmerkungen) | Höchstplatzierung, Gesamtwochen, AuszeichnungChartplatzierungen (Jahr, Titel, Musiklabel, Platzierungen, Wochen, Auszeichnungen, Anmerkungen) | Anmerkungen                                             |
| Jahr | Titel Musiklabel                               | DE | AT | CH | Anmerkungen                                             |
| ---- | ---------------------------------------------- | --- | --- | --- | ------------------------------------------------------- |
| 2006 | Marquess Opium Records (WMG)                   | DE34 (7 Wo.)DE | — | CH65 (6 Wo.)CH | Erstveröffentlichung: 29. September 2006                |
| 2007 | Frenetica Starwatch Entertainment (WMG)        | DE2 Platin · (42 Wo.)DE | AT27 (11 Wo.)AT | CH4 Gold · (21 Wo.)CH | Erstveröffentlichung: 29. Juni 2007 Verkäufe: + 215.000 |
| 2008 | ¡Ya! Starwatch Entertainment (WMG)             | DE7 (14 Wo.)DE | AT29 (8 Wo.)AT | CH8 (11 Wo.)CH | Erstveröffentlichung: 27. Juni 2008                     |
| 2009 | Compañía del sol Starwatch Entertainment (WMG) | DE24 (7 Wo.)DE | — | CH23 (7 Wo.)CH | Erstveröffentlichung: 17. Juli 2009                     |
| 2012 | ¡bienvenido! Starwatch Entertainment (WMG)     | DE14 (9 Wo.)DE | — | CH6 (12 Wo.)CH | Erstveröffentlichung: 22. Juni 2012                     |
| 2014 | Favoritas Starwatch Entertainment (WMG)        | DE5 Gold · (23 Wo.)DE | AT28 (7 Wo.)AT | CH35 (10 Wo.)CH | Erstveröffentlichung: 6. Juni 2014 Verkäufe: + 100.000  |
| 2016 | Sol y soul Starwatch Entertainment (WMG)       | DE28 (11 Wo.)DE | — | CH92 (2 Wo.)CH | Erstveröffentlichung: 3. Juni 2016                      |
| 2018 | En movimiento Starwatch Entertainment (WMG)    | DE11 (19 Wo.)DE | — | CH35 (2 Wo.)CH | Erstveröffentlichung: 6. April 2018                     |
| 2020 | Turbulento Starwatch Entertainment (WMG)       | DE13 (6 Wo.)DE | — | CH79 (1 Wo.)CH | Erstveröffentlichung: 3. Juli 2020                      |
| 2023 | Energía Telamo (WMG)                           | DE90 (1 Wo.)DE | — | — | Erstveröffentlichung: 2. Juni 2023                      |